# Tower of Babel
A Tower of Babel az Omega angol nyelvű kislemeze 2004-ből. Elsősorban promóciós célokra készült, bár később a megmaradt példányokat is értékesítették. Később az Egy életre szól című nagylemez új, bővített kiadásának bónusz dalaiként is kiadták.
A négy dalból az első három a Transcendent lemezről való, de eltérnek az albumverziótól: Kóbor János nagyobb szerepet kap énekesként. A negyedik, a Tide Will Turn a Fekete pillangó áthangszerelt változata, új angol szöveggel. A 2004-2007-es koncerteken ezzel a hangszereléssel játszották a dalt, az eredeti magyar szöveggel. Magyar nyelvű stúdióváltozat is készült, de azt nem adták ki, csak a Sláger Rádió játszotta.
A borítón Bábel tornya felett az ötágú vörös csillag fokozatosan átmegy az Európai Unió zászlajának sárga csillagjaiba. Ezzel azt kívánták jelképezni, hogy a szocializmus idején alakult együttes megérte Magyarország EU-csatlakozását is.

## Megjelenései
- 2004 – maxi-CD (promo)
- 2004 – Omega XV: Egy életre szól, a felújított kiadás bónuszanyaga, az Antológia vol. 5. Rock albumok 1985-2000 CD-box részeként és önállóan is megjelent.
- 2015 – The Heavy Nineties – válogatásalbum, tartalmazza mind a négy dalt

## Dalok
1. Tower of Babel (Babylon – áthangszerelt változat) (Omega – Trunkos András, Ambrózy István)
2. Break the Chain (Minden könnycseppért kár) (Presser Gábor – Sztevanovity Dusán, Edwin Balogh)
3. Tomorrow (Levél – Poste restante) (Kóbor János – Edwin Balogh, Horváth Attila)
4. Tide Will Turn (Fekete pillangó – áthangszerelt változat) (Omega – Sülyi Péter, Edwin Balogh, Horváth Attila)

## Közreműködött
- Omega:
  - Benkő László – billentyűs hangszerek
  - Debreczeni Ferenc – dob, ütőhangszerek
  - Kóbor János – ének
  - Mihály Tamás – basszusgitár
  - Molnár György – gitár
- Edwin Balogh – ének, vokál
- Szekeres Tamás – gitár